# نادي الليث
نادي الليث السعودي هو أحد أندية الدرجة الثالثة بمكة المكرمة في محافظة الليث .